# Polymastia maeandria
Polymastia maeandria är en svampdjursart som beskrevs av Wilson 1904. Polymastia maeandria ingår i släktet Polymastia och familjen Polymastiidae.
Artens utbredningsområde är havet kring Galapagosöarna. Inga underarter finns listade i Catalogue of Life.